# Okolka
Okolka, sredział (Acanthospermum) – rodzaj roślin z rodziny astrowatych (Asteraceae). Obejmuje 6 gatunków występujących w tropikalnej Ameryce, niektóre gatunki zawleczone zostały na Stary Świat, gdzie rozprzestrzenił się zwłaszcza gatunek A. hispidum. Niektóre gatunki (zwłaszcza A. australe) są wykorzystywane jako rośliny lecznicze. 

## Systematyka
Pozycja według APweb (aktualizowany system APG III z 2009)
Jeden z rodzajów z plemienia Millerieae z podrodziny Asteroideae w obrębie rodziny astrowatych (Asteraceae) z rzędu astrowców (Asterales) należącego do dwuliściennych właściwych.
Wykaz gatunków
- Acanthospermum australe (Loefl.) Kuntze
- Acanthospermum consobrinum S.F.Blake
- Acanthospermum glabratum (DC.) Wild
- Acanthospermum hispidum DC.
- Acanthospermum humile (Sw.) DC.
- Acanthospermum microcarpum B.L.Rob.